# Върхари
За обезлюденото село със същото име вижте Върхари (Област Благоевград).
Върхари е село в Южна България. То се намира в община Момчилград, област Кърджали.

## История
През лятото на 2009 г. археологът ст.н. с. Явор Бояджиев и колегите му от българо-френския проект правят разкопки на древно селище. Някои от откритията ги навеждат на мисълта, че праотците на троянците, познати ни от Троянската война описана от Омир в „Илиада“, са преселници от Източните Родопи.

## Население
Численост и дял на етническите групи според преброяването на населението през 2011 г.:
|                     | Численост | Дял (в %) |
| Общо                | 140       | 100,00    |
| Българи             | 0         | 0,00      |
| Турци               | 136       | 97,14     |
| Цигани              | 4         | 2,85      |
| Други               | 0         | 0,00      |
| Не се самоопределят | 0         | 0,00      |
| Неотговорили        | 0         | 0,00      |